# 프랑스의 소피 (1734년)

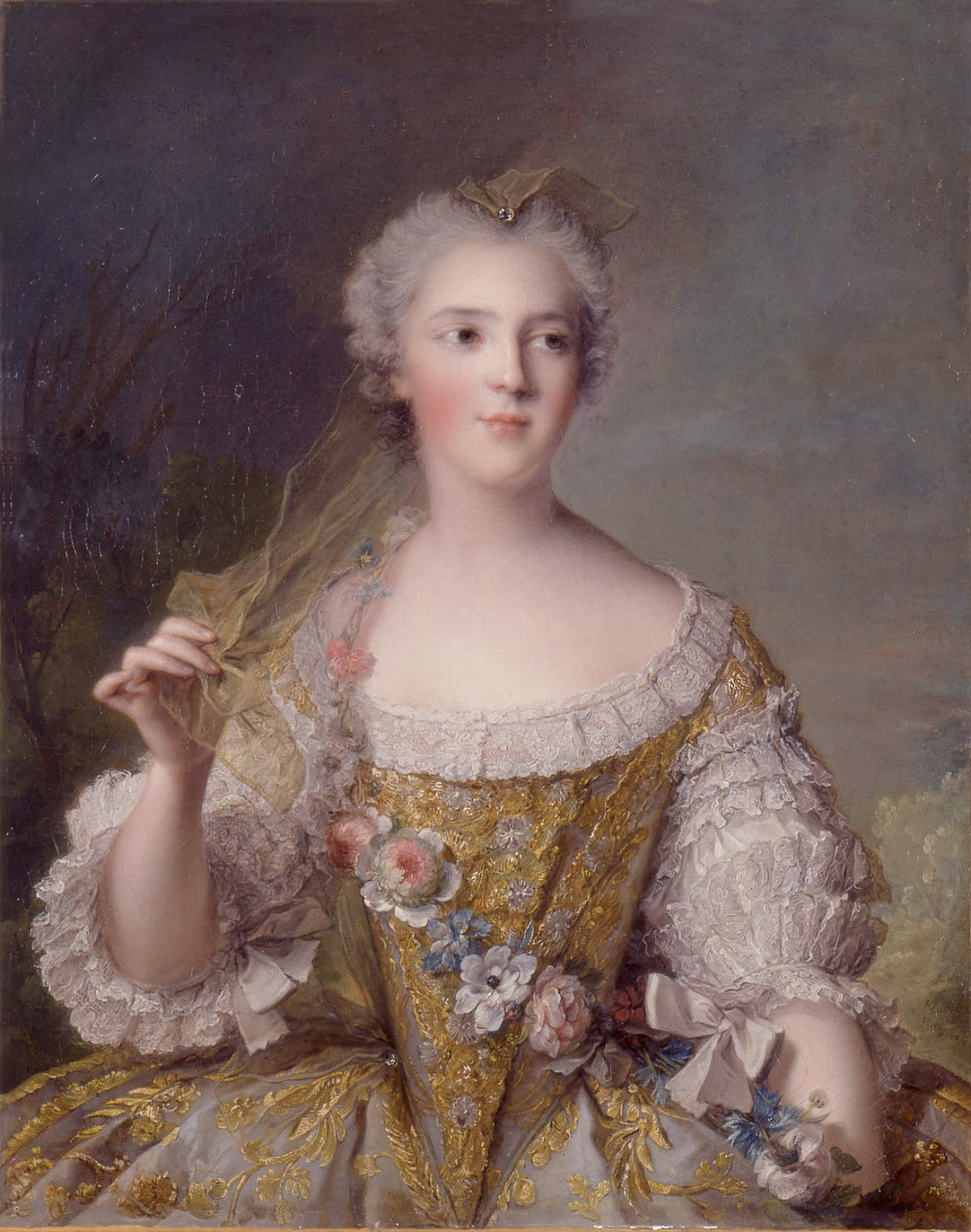
프랑스의 소피

소피 필리프 엘리자베트 쥬스틴 드 프랑스(Sophie Philippine Élisabeth Justine de France, 1734년 7월 17일 ~ 1782년 3월 3일)는 프랑스의 공주로, 루이 15세와 마리 레슈친스카 사이에 태어난 여섯 번째 딸이다. 루이 16세의 둘째딸 소피는 그녀의 이름을 따서 지어진 것이다.
소피는 언니나 오빠들과는 달리 베르사유가 아닌 퐁드브로 수도원(abbaye de Fontevrault)에서 자랐다. 그녀는 내성적이고 눈에 띄지 않는 성격으로, 다른 자매들에 비해 아름답지 않다고 여겨졌다. 소피는 언니 아델라이드, 빅투아르와 함께 아버지 루이 15세의 애첩들을 못마땅하게 여겼고 마리 앙투아네트에게 바리 백작 부인의 험담을 하기도 하였다. 그녀는 루이 15세 사후 두 언니와 함께 벨뷰 성에 거주하였고 그곳에서 죽었다. 죽은 뒤에는 생드니 대성당에 묻혔지만 프랑스 혁명 중 그녀의 묘는 다른 왕족들의 묘와 마찬가지로 군중에 의해 어지럽혀졌다.